# Entwicklerflüssigkeit
Die Entwicklerflüssigkeit (auch Entwickler genannt) hat in der Analogfotografie die Aufgabe, die latenten Bilder eines belichteten Filmes sichtbar zu machen (siehe auch Fotoemulsion).
Entwickler sind Reduktionsmittel, auf die belichtete und unbelichtete Silberhalogenidkristalle unterschiedlich reagieren. Beim Entwicklungsvorgang wird der Entwickler oxidiert, das heißt, er gibt Elektronen ab, welche von den Silberionen aufgenommen werden. Diese werden dann zu metallischem, also sichtbarem, Silber.
Diese Reaktion findet vor allem dort statt, wo Licht auf ein Silberhalogenid-Kristall gefallen ist und dadurch Spuren von metallischem Silber entstanden sind (latentes Bild). Dieses metallische Silber wirkt als Katalysator für die chemische Reduktion der Silberionen während der Entwicklung.
Bei der anschließenden Fixierung werden die überflüssigen Reste ausgewaschen.
Bei Farbfilmen binden sich während der Entwicklung Farbkuppler an das Silber, welches dann durch das Bleichbad aus der Emulsion entfernt wird, so dass nur noch die Farbstoffe im Film enthalten sind.

## Schwarzweiß-Entwickler
Als Entwicklersubstanzen kommen verschiedene Chemikalien zum Einsatz, deren Wahl insbesondere bei den Schwarzweiß-Filmen das Ergebnis beeinflusst. Häufig eingesetzte Reduktionsmittel sind p-Aminophenol, das von Agfa als Rodinal vertrieben wird, Hydrochinon, welches in Neofin des Herstellers Tetenal und Kodaks TMax enthalten ist, sowie p-Methylaminophenolsulfat, welches ebenfalls in Neofin und Ultrafin enthalten ist. Praktisch alle Schwarzweiß-Entwickler enthalten diese oder Kombinationen aus diesen Reduktionsmitteln. Daneben enthalten die Entwickler häufig Konservierungsstoffe sowie Säuren und Basen zur Regulierung des pH-Werts. Alternative Entwickler wie Caffenol bestehen hingegen aus umweltfreundlichen Substanzen, die in jedem Supermarkt erhältlich sind. Zur Entwicklung von Schwarzweiß-Papieren werden üblicherweise dieselben Substanzen in anderer Konzentration verwendet.

## Farbentwickler
Farbentwickler sind sehr komplizierte Rezepturen. Für heutige Negativ-Farbfilme wird praktisch ausschließlich der Entwicklungsprozess C-41 eingesetzt, für Diafilme der Prozess E-6 sowie für Farbpapiere der Entwicklungsprozess RA-4.

## Holographieentwickler
In der Holographie werden unterschiedliche Entwickler eingesetzt, die je nach Art des Aufnahmematerials und des Hologrammtyps unterschiedlich zusammengesetzt sind. Viele dieser Entwickler basieren auf Pyrogallol, Metol, oder Harnstoff. Zusätze sind unter anderem Natriumsulfit oder Natriumkarbonat. Teilweise wird auch mit handelsüblichen Fotoentwicklern gearbeitet, die einfach zu handhaben sind, aber in vielen Fällen nicht zu optimalen Ergebnissen führen.